# Simona Aebersold
Pour les articles homonymes, voir Aebersold.
Simona Aebersold, née le 13 avril 1998 à Berne, est une orienteuse suisse.
Championne du monde en 2023 sur le format longue distance et multi-médaillée d’argent et de bronze, Simona Aebersold est, en 2023, la deuxième meilleure orienteuse du monde derrière la suédoise Tove Alexandersson.

## Carrière

### Parcours junior
Aebersold domine les championnats du monde junior (JWOC) entre 2015 et 2018, où elle engrange 9 médailles d'or et 2 médailles d'argent.

### Arrivée sur le circuit senior

#### Depuis 2018, une présence quasi-systématique sur les podiums

##### 2018: Première participation en championnats d'Europe
En 2018, Simona Aebersold remporte une médaille dès sa première participation à des championnats d'Europe, bien qu'elle soit toujours junior. Alors classée 77e mondiale, elle y remporte plus précisément le bronze sur l'épreuve de moyenne distance, dix secondes derrière la suédoise n°1 mondiale Tove Alexandersson, arrivée deuxième, et Marika Teini de Finlande, qui finit première. À 20 ans, Simona Aebersold est alors considérée comme la "nouvelle étoile montante suisse de course d’orientation", potentiellement capable de s'inscrire dans le glorieux sillage de la Suissesse Simone Niggli-Luder, l'orienteuse la plus titrée de l'histoire avec ses 23 médailles d'or en championnat du monde.

##### 2019: Première participation en championnats du monde
Aebersold participe pour la première fois à des Championnats du monde de course d'orientation Senior, lors de l'édition 2019 qui se déroule en Norvège. Elle y fait sensation en empochant la médaille de bronze sur "l'épreuve reine" de longue distance, derrière Tove Alexandersson (1ère) et Lina Strand (2eme). Surtout, elle conquiert la médaille d'argent sur l'épreuve de moyenne distance, à seulement 5 secondes derrière la grande favorite Tove Alexandersson. Simona Aebersold termine également deuxième de l'épreuve de relais au sein de l'équipe de Suisse féminine.

##### 2021: Médaille d'or en équipe lors des championnats d'Europe
Simona Aebersold devient championne d'Europe en relais mixte avec ses coéquipiers Elena Roos, Matthias Kyburz et Joey Hadorn, à l'occasion des championnats d'Europe de course d'orientation qui se déroulent au mois de mai 2021 à Neuchâtel. Elle y remporte aussi la médaille d'argent de la toute nouvelle épreuve de course KO Sprint (Knock-Out Sprint), 8 secondes derrière Tove Alexandersson, ainsi que la médaille de bronze de l'épreuve de sprint.
Lors des championnats du monde 2021 qui se tiennent en République tchèque moins de deux mois après les championnats d'Europe, Simona Aebersold remporte une lutte serrée pour la médaille de bronze, sur l'épreuve de moyenne distance, contre la Norvégienne Kamilla Steiwer. Elle termine troisième dans l'épreuve de longue distance, avec 20 secondes de retard sur la russe Natalia Gemperle. Avec l'équipe suisse composée de Joey Hadorn, Martin Hubmann et Elena Roos, Simona Aebersold prend encore la troisième place du podium, sur l'épreuve de relais mixte.

##### 2022: Premier titre individuel lors des championnats d'Europe
Aebersold signe pour le club suédois IFK Göteborg au début l'année 2022.
Malgré une blessure au mollet qui altère sa préparation de début de saison, Simona Aebersold participe aux championnats du monde organisés au Danemark en juin 2022. Elle y décroche la médaille d'argent à l'épreuve de sprint, six secondes derrière la Britannique Megan Carter Davies. Simona Aebersold termine cinquième de l'épreuve du KO sprint.
En août 2022, les championnats d'Europe de course d'orientation se déroulent en Estonie. Sur la première épreuve de longue distance, Aebersold commet une erreur à mi-parcours, entrainant une significative perte de temps : elle termine alors à la quatorzième place. Deux jours plus tard, en réussissant une course parfaite lors de l'épreuve de moyenne distance, Simona Aebersold se pare pour la première fois de sa carrière d'une médaille d'or à titre individuel en championnat d'Europe. Elle franchit la ligne d'arrivée 1 min 27 secondes devant l'Estonienne Evely Kaasiku et la Finlandaise Venla Harju. Sur l'épreuve de relais, qui cloture les championnats, Simona Aebersold termine quatrième avec ses coéquipières Sarina Kyburz et Elena Roos, moins d'une minute derrière l'équipe de Norvège portée par Andrine Benjaminsen.

#### 2023: La consécration, championne du monde longue distance

##### Championnats du monde: la médaille d'or tant attendue
Le 13 juillet 2023, Simona Aebersold remporte sa première médaille d'or individuelle en championnat du monde en s'imposant à domicile, sur le format longue distance, 31 secondes devant sa rivale Tove Alexandersson qui avait remporté les cinq derniers titres mondiaux sur ce format. Avec ce succès, Simona Aebersold devient la deuxième championne du monde suisse sur le format longue distance, dix ans après la victoire de Simone Niggli-Luder.

##### Championnats d'Europe: des résultats en demi-teinte
Lors des championnats d'Europe d'octobre 2023, qui se tiennent à Vérone en Italie, Simona Aebersold remporte le bronze à l'épreuve de sprint, en raison d'une erreur commise aux deux-tiers du parcours. Elle décroche une médaille d'argent à l'épreuve par équipe de relais sprint, où elle réalise une belle course, aux côtés de ses coéquipiers suisses Joey Hadorn, Matthias Kyburz et Elena Roos. Elle est en revanche éliminée prématurément en demi-finale de l'épreuve de KO sprint (= sprint individuel à élimination directe).

## Résultats en championnat du monde
| Année |                   |                   |                   |                  |                  |                                 |        |
| Age   | En milieu naturel | En milieu naturel | En milieu naturel | En milieu urbain | En milieu urbain | En milieu urbain                |        |
| Age   | Longue distance   | Moyenne distance  | Relais            | Sprint           | KO Sprint        | Sprint Relais (ou Relais mixte) |        |
| 2019  | 21                | Bronze            | Argent            | Argent           | NC               | NC                              | NC     |
| 2021  | 23                | Bronze            | Bronze            | Argent           | 4e               | NC                              | Bronze |
| 2022  | 24                | NC                | NC                | NC               | Argent           | 5e                              | 4e     |
| 2023  | 25                | Or                | 13e               | Argent           | NC               | NC                              | NC     |

## Résultats en championnat d'Europe
| Année |                   |                   |                   |                  |                  |                                 |        |
| Age   | En milieu naturel | En milieu naturel | En milieu naturel | En milieu urbain | En milieu urbain | En milieu urbain                |        |
| Age   | Longue distance   | Moyenne distance  | Relais            | Sprint           | KO Sprint        | Sprint Relais (ou Relais mixte) |        |
| 2018  | 20                | -                 | Bronze            | -                | 5e               | NC                              | NC     |
| 2021  | 23                | NC                | NC                | NC               | Bronze           | Argent                          | Or     |
| 2022  | 24                | 14e               | Or                | 4e               | NC               | NC                              | NC     |
| 2023  | 25                | NC                | NC                | NC               | Bronze           | éliminée en demi-finale         | Argent |

## Vie privée
Simona Aebersold est la fille de Christian Aebersold, triple vainqueur des championnats du monde de course d'orientation et de Gaby Aebersold-Schütz, championne de course en montagne.
Aebersold vit à Brügg et étudie les sciences du sport, la psychologie et l'éducation. Elle est en couple avec l'orienteur norvégien Kasper Harlem Fosser, également champion du monde de course d'orientation.